# Josh Koscheck
Josh Koscheck, född 30 november 1977 i Waynesburg, USA, är en amerikansk MMA-utövare som tävlar i organisationen Ultimate Fighting Championships (UFC) welterviktdivision. Koscheck har under karriären bland annat besegrat Diego Sanchez, Yoshiyuki Yoshida och Frank Trigg.
Koscheck har sin bakgrund inom brottning och blev 2001 NCAA-mästare efter att ha vunnit samtliga 42 matcher under året. Han gick sin första professionella MMA-match i januari 2004 och efter att ha vunnit sina fyra första matcher deltog han 2005 i första säsongen av UFC:s realityserie The Ultimate Fighter. Han debuterade i UFC i april samma år, sedan dess har han gått fler än 15 matcher i organisationen.
Efter att ha besegrat Paul Daley på UFC 113 den 8 maj 2010 blev det klart att Koscheck kommer att vara en av tränare i säsong 12 av realityserien The Ultimate Fighter. Det andra laget tränades av Georges St. Pierre, regerande mästare i UFC:s welterviktsdivision. Säsongen avslutades med att St. Pierre och Koscheck gick en match om titeln på UFC 124 den 11 december där St. Pierre vann på poäng.
Josh Koscheck är känd för sina explosiva nertagningar (takedowns) vilka han har lärt sig i sin brottningkarriär.